# Tatranská Javorina
Tatranská Javorina es un municipio del distrito de Poprad en la región de Prešov, Eslovaquia, con una población estimada a final del año 2024 de 169 habitantes.
Se encuentra ubicado al oeste de la región, cerca del río Poprad (cuenca hidrográfica del río Vístula) y de la frontera con la región de Žilina.

## Demografía
| Año        | 1994 | 2004    | 2014    | 2024     |
| ---------- | ---- | ------- | ------- | -------- |
| Población  | 213  | 232     | 219     | 169      |
| Diferencia |      | +8,92 % | −5,60 % | −22,83 % |

| Año        | 2023 | 2024    |
| ---------- | ---- | ------- |
| Población  | 173  | 169     |
| Diferencia |      | −2,31 % |